# Deadman Wonderland
Deadman Wonderland (デッドマンワンダーランド Deddoman Wandārando?) es una serie de manga escrita por Jinsei Kataoka e ilustrada por Kazuma Kondou (colaboró en el guion pero también en un segundo plano), conocido por crear el manga Eureka Seven, y publicada en la revista Shōnen Ace, de la editorial Kadokawa Shōten desde 2007 hasta el año 2013 compilado en trece Tankōbon. En 2011 se adaptó al anime por el desaparecido estudio Manglobe, sin embargo este fue cancelado debido a la escasa popularidad que tuvo en Japón llegando así a 12 episodios y 1 ova. A través de su cuenta de Facebook la editorial Ivrea ha confirmado la adquisición del manga para el mes de julio. El primer tomo salió a la venta el 20 de julio de 2012, respetando las páginas en color de la edición original japonesa.

## Argumento
Diez años han pasado desde «El Gran Terremoto de Tokio», un desastre natural que hundió más del 70% de Tokio en el océano. Ganta Igarashi es un estudiante de secundaria de 14 años en la Prefectura Nagano. Ganta es un superviviente del terremoto, pero él no tiene ningún recuerdo sobre el desastre y simplemente desea vivir una vida normal. Todo cambió un día cuando un hombre misterioso cubierto de sangre se le aparece en la ventana de su aula. «El Hombre Rojo» mata a los compañeros de clase de Ganta, pero extrañamente lo deja vivir y le introduce un cristal carmesí en su pecho. La vida de Ganta va de mal en peor cuando es acusado injustamente por la masacre siendo el único sobreviviente es considerado el principal sospechoso y es sometido a una suerte de Juicio Canguro, siendo declarado culpable por los espantosos asesinatos y condenado a muerte en «Deadman Wonderland».
Deadman Wonderland (DW) es la única prisión de Japón manejada por una empresa privada, construida después del terremoto como una atracción turística para ayudar a reanimar a Tokio. Los prisioneros sirven como el personal y el entretenimiento para los visitantes, como así también posee un juego secreto llamado "Carnival Corpse", el cual es realizado con el aporte de donantes privados que pagan para ver los combates entre Deadman. Debido a la naturaleza atroz del crimen de Ganta, a él le dan «la pena de muerte» de DW, que se trata de un collar metálico que inyecta lentamente veneno en su cuerpo. El único modo de retrasar su «ejecución», es consumiendo un antídoto especial, parecido a un caramelo, cada tres días. Poco después de llegar a la prisión, Ganta se encuentra con una muchacha misteriosa llamada Shiro, que parece conocer a Ganta del pasado.
En su búsqueda por profesar su inocencia y obtener venganza, Ganta se obsesiona con encontrar al «Hombre Rojo», que puede estar en algún sitio dentro de la prisión. En el curso de su búsqueda, Ganta comienza a desarrollar una capacidad extraña para controlar su sangre. Pronto descubre un nivel secreto debajo de la prisión en donde habitan los «Deadman», el llamado Bloque G. Estos, como Ganta, pueden controlar su sangre y usarla como un arma. Ganta es forzado a participar en torneos de lucha secretos contra otros Deadman, en los cuales, gente anónima paga grandes sumas de dinero para presenciarlos. El ganador recibe una gran suma de Cast Points, que es la moneda de Deadman Wonderland. El perdedor, si sobrevive al combate, pierde una parte de su cuerpo seleccionada por una máquina tragaperras, la cual puede ser una parte interna (órganos) o externa del cuerpo, incluyendo partes como los ojos.
Si bien la amenaza de la violencia es constante en la prisión, la mayoría de los presos gozan de mucha libertad dentro de Deadman Wonderland. Con la utilización de Cast Points, los presos pueden comprar una gran variedad de artículos desde comidas ordinarias, hasta muebles de lujo de sus habitaciones e incluso reducciones en sus sentencias. Los condenados a muerte también utilizan puntos de reparto para comprar sus dulces que salvan vidas.
Dentro del Bloque G, Ganta conoce a un grupo de Deadmans que como él, fueron apresados injustamente dentro de la prisión y enviados al mencionado lugar para forzarlos a pelear con otros Deadmans.
Hartos de esta situación, el grupo pretende fugarse de Deadman Wonderland con el fin de revelar al mundo sus poderes y dar a conocer las atrocidades cometidas dentro de la prisión. El plan de fuga tiene éxito, pero a un costo muy grande ya que muchos Deadmans mueren asesinados durante la fuga, escapando apenas tres de ellos con vida.
Ganta escogió quedarse detrás para ayudar a sus compañeros dentro de la prisión y averiguar más sobre el Hombre de Rojo ya que sospecha que está allí.
Ha pasado una semana desde la fuga. Ganta fue colocado en confinamiento solitario como castigo por colaborar con la fuga de los prisioneros; mientras tanto los principales medios informativos relataban al mundo lo ocurrido dentro de Deadman Wonderland con los Deadman y las peleas clandestinas organizadas del hasta entonces desconocido bloque G. La noticia estaba en boca de todos, incluso de los prisioneros comunes. Tamaki convoca a una rueda de prensa para explicar lo sucedido. Él explica que los Deadman son criminales extremadamente violentos, máquinas de matar incapaces de readaptarse a la sociedad. Como ya no tenía caso continuar ocultando los hechos, decide hacer una exhibición entre dos Deadman obligándolos a luchar entre sí; sin embargo uno de ellos tenía una especial característica: portaba una máscara. El enmascarado ataca al otro Deadman con una rama del pecado nunca antes vista la cual tenía la forma de una serpiente. La zona que fue mordida comenzó a inflamarse; solamente bastó un ligero toque del enmascarado para que el otro Deadman estalle en pedazos. Esto dejó a todos estupefactos por la escena, especialmente a los prisioneros del bloque G que lo veían todo. Entonces, otro Deadman, Toto Sakigami les explica que estos Deadman eran conocidos como Forgeries, unos Deadman creados artificialmente por Tamaki con el objetivo de matar a todos los Deadman originales. Senji queda sorprendido de volver a ver a Toto ya que este desapareció luego de haber ganado un Carnival Corpse gracias a que contaba con la habilidad de copiar las Ramas de Pecado de sus oponentes.
Al día siguiente, Ganta, Senji, Minatsuki, Sukegawa e Hitara reciben un extraño mensaje en forma de unas máscaras parecidas a la de los Forgeries indicándoles dirigirse al ambiente R93 del bloque G. Apenas llegan son recibidos por Forgeries los cuales los atacan por órdenes de Tamaki. Éste había decidido hacer público el Carnival Corpse. Los Deadman a duras
penas consiguen esquivar los ataques de sus enemigos. En la intensidad del combate, Ganta despoja de su máscara a uno de los Forgeries revelando ser alguien que Ganta conocía bien: era Azami. Ganta no sabía cómo reaccionar mientras ve cómo Azami se colocaba su máscara y volvía a atacarlo. Mientras tanto, sus compañeros lograron acabar con los otros Forgeries y centraron su atención en Azami; Ganta al ver esto, lanzó un ataque tan potente que destruye todo el lugar e inutiliza las cámaras ya que estaban siendo grabados finalizando abruptamente el Carnival Corpse. Azami salió ilesa del ataque pero los otros Deadman excepto Ganta, estaban malheridos.
Al día siguiente Ganta fue a disculparse con sus compañeros por lo ocurrido además de explicarles que ese Forgerie era su amiga y que no tenía idea de dónde salió ese ataque tan destructivo; está demás decir que ninguno de ellos le creyó, ya que todos lo repudiaban por lo sucedido. Ganta sabía que en el fondo no podía culparlos pues su ataque casi los mata. Shiro hace su aparición para tratar de animarlo además de revelarle que ella posee una Rama del Pecado. Shiro se entusiasma al saberlo, pero Ganta no piensa igual ya que ahora Shiro se convirtió en el nuevo objetivo de asesinato de los Forgeries. Ganta decide buscar a Azami por su cuenta aunque tenga que merodear por toda la prisión. Finalmente logra encontrarla, pero esta no lo reconoce y lo ataca; Ganta destruye la máscara luego de quitársela haciendo que Azami vuelva a la normalidad. Ganta descubre que las máscaras de los Forgeries funcionan como un sistema de control mental, además de proporcionar a quien la porte una falsa sensación de bienestar lo que dificulta que se la quiten.
De pronto se oye un sonido que obliga a Ganta a ocultar a Azami. Eran las fuerzas de seguridad del Bloque G quienes venían acompañados de otros Forgeries quienes rastrearon la posición de Azami una vez que Ganta destruyera su máscara. Los guardias no le hicieron daño a Ganta; en vez de eso, lo llevaron con Tamaki en persona. Estando frente a frente con el promotor, Tamaki le explica a Ganta el propósito del Carnival Corpse que no era otro que buscar a un Deadman capaz de derrotar al Hombre de Rojo, también llamado Huevo Podrido. Está idea fue organizada por el director de la prisión, Hagire Rinichirō. Tamaki revela haber investigado a Ganta desde su llegada a la prisión; él le revela que su madre hace quince años formaba parte de un grupo de médicos enfocados en la investigación de los límites de resistencia del cuerpo humano a ciertas enfermedades, dando como resultado el nacimiento del Huevo Podrido. También le revela que el propósito de la prisión era contener al peligroso ser. Ganta queda perplejo por las revelaciones a lo que Tamaki le dice que el objetivo de ambos es similar, con la diferencia de que él creó a los Forgeries con el fin de acabar con Huevo Podrido. Mientras tanto, Azami se dirige a buscar a los otros Deadman para alertarlos acerca del peligro que Ganta corre al estar con Tamaki, pero a su llegada, es recibida con odio y agresividad por los otros Deadman - era natural pues quería matarlos a todos -. Los Deadman no le creían, pues aunque fuera verdad lo que decía, Ganta se buscó este lío solo cuando se fue a buscar a Azami. Pero hubo alguien que sí creyó en sus palabras: Shiro; ambas deciden ir a buscar a Ganta mientras dejan atrás al resto de Deadmans cuestionándose si debían ir a ayudar al chico.
Entretanto, Makina, la comandante del personal de guardias de la prisión, ya había empezado a sospechar que Tamaki estaba ocultándole cosas sobre lo que sucedía en Deadman Wonderland. Algo que finalmente confirmó al descubrir a los Forgeries y haberse hecho público lo sucedido en el bloque G, por lo que contacta a sus amigos de las Fuerzas de Autodefensa de Japón para preparar una revuelta contra Tamaki para derrocarlo sin importar cuantos Forgeries se crucen en su camino, usando para combatirlos, armas similares a las usadas por los Undertakers diseñadas para anular las Ramas de Pecado. Tamaki por otro lado, intenta convencer a Ganta para que se le una; el protagonista tiene un gran poder que apenas está empezando a conocer y junto a Tamaki, podría hacerlo crecer. Sin embargo, Ganta rechaza la proposición, esto debido al profundo asco que siente hacia Tamaki por todo lo que le hizo, si bien ambos comparten el mismo objetivo. Por lo cual Tamaki opta por convertir a Ganta en su conejillo de Indias en sus experimentos; Ganta le iba a ayudar de una forma u otra.
De pronto, suenan las alarmas; Makina había comenzado la revuelta interna en Deadman Wonderland.
Entretanto Ganta estaba por ser atacado por unos Forgeries cuando Azami y Shiro aparecieron para salvarlo. Ayudándole a librarse de algunos Forgeries cercanos; entonces uno está por atacar a Shiro cuando de pronto, una espada bastante especial lo evita; era Makina que había decidido ayudarlos. Ella revela que en la otra habitación hay un mecanismo que ejerce las funciones de control mental. En ese instante más Forgeries aparecen para detenerlos; Makina se queda detrás para pelear con ellos mientras que Ganta, Shiro y Azami se dirigen a la otra habitación, pero son interceptados por un grupo de Forgeries bastante peculiares los cuales han evolucionado su Rama del Pecado: Forgeries completos. Cuando están por ser atacados, una Rama del Pecado los detiene: era Minatsuki, que además no estaba sola; Senji, Sukegawa e Itara la acompañaban. Ganta, Azami y Shiro se dirigen a la habitación donde se encontraba el dispositivo de control mental, pero adentro los esperaba otro Forgery el cual puede manipular el cerebro de sus oponentes una vez su sangre entra en el torrente sanguíneo del oponente; por ejemplo, hace que Ganta experimente la sensación de ser embestido por un camión a toda velocidad, pero Ganta aprovecha un segundo de distracción para disparar contra el dispositivo de control mental y destruirlo, pero Tamaki fue más rápido y transfirió las funciones de control mental a su intercomunicador. Shiro intenta ayudar a Ganta con su recién descubierta Rama del Pecado, pero el Forgery la ataca haciendo que sienta lo que es estar dentro de una Doncella de hierro, Shiro resiste el dolor y ayudando a Ganta, logran derrotar al Forgery. Ganta decide buscar él mismo a Tamaki mientras que Azami se queda detrás para ayudar a Shiro. Volviendo a los compañeros de Ganta, estos tienen dificultades para derrotar a los Forgeries que se quedaron atrás: el primero de ellos podía inyectar su propia sangre en sí mismo para aumentar su fuerza; el otro podía inducir al sueño a su oponente al hacer que su sangre entrara al torrente sanguíneo, mientras que la chica del grupo podía usar su sangre como un alucinógeno para hacer que sus oponentes se atacaran entre ellos. Por fortuna consiguen derrotar a los Forgeries, aunque con dificultad.

## Personajes
Ganta Igarashi (五十嵐 丸太 Igarashi Ganta?)
 Seiyū: Romi Park Actor de voz (Colombia) (Diego Harikaral)
Ganta es un chico de 14 años al cual se le marca como el Prisionero 5580 de Deadman Wonderland. La clase entera de Ganta fue asesinada por el misterioso «Hombre Rojo». Por razones desconocidas, el «Hombre Rojo» dejó vivo a Ganta y se marchó, pero no antes de incrustarle un cristal rojo en su pecho. Siendo el único sobreviviente, Ganta es juzgado en un tribunal y defendido por el promotor de Deadman Wonderland, Tsunenaga Tamaki, el cual se hace pasar por abogado y secretamente incrimina a Ganta con un video falso en el cual sale el diciendo que fue el responsable de la muerte de sus compañeros de clase, luego de ver esto Ganta es declarado culpable y es sentenciado a muerte. «La Rama de Pecado» es una extraña habilidad que han desarrollado Ganta y algunos otros prisioneros de DW. Ganta es capaz de trabajar su sangre en proyectiles parecidos a una bala, que él despide de su palma. Mientras más sangre él use haciéndolas más grandes, más poderosas se hacen. Las balas pequeñas no son tan poderosas, pero son mucho más rápidas que los más grandes. La mayor debilidad de la capacidad de Ganta es que él pierde la sangre con cada bala que despide. Debido a su poca edad, mientras más larga es la duración de una lucha, mayor es el riesgo que Ganta se desmaye y padezca de síntomas de anemia debido a la cantidad de sangre que pierde. En el manga Ganta confiesa sus sentimientos hacia Shiro. Fue concebido con el objetivo de ser el objeto de pruebas del experimento que su madre investigaba, pero al momento de entregarlo se retracta y propone a Shiro como reemplazo, condenándola a una vida de sufrimiento. Originalmente su madre le había dado el nombre "Maruta" debido a que iba a ser el objeto de experimento.
Shiro (シロ?)
 Seiyū: Kana Hanazawa Actor de voz (Colombia) (Lorena Barrero)
Shiro es una misteriosa muchacha albina e hija adoptiva de Hagire Rinichirō que Ganta encuentra cuando él llega a la prisión. A diferencia de la población normal de la prisión que viste la ropa de internos, Shiro lleva una vestimenta apretada cubierta con señales de remolinos rojos y no está registrada con algún número. Ella no lleva zapatos y prefiere estar descalza y utiliza guantes en sus manos. Ella es sumamente atlética y es inhumanamente fuerte. A pesar de estar cerca de la edad de Ganta, Shiro habla en oraciones infantiles y fragmentadas, y tiene una personalidad simple e inocente. Ella es muy aficionada a Ganta y recorre grandes distancias para ir a protegerlo. Esta actitud se debe a que Ganta era el único amigo de Shiro cuando ella era mucho más joven, sin embargo Ganta no puede recordar aquellos tiempos. A pesar de la vida en el Deadman Wonderland, Shiro parece ser capaz de moverse en todas partes de la prisión sin dificultad alguna ya que ella ha vivido en el complejo durante un tiempo muy largo, y es capaz de viajar a través de los diferentes aberturas con facilidad, tiene el hábito de aparecer de repente de la nada. En el manga Shiro confiesa sus sentimientos hacía Ganta. Shiro fue infectada con un virus misterioso que le dio habilidades que estaban siendo investigadas por la madre de Ganta, Sorae Igarashi. En los años siguientes, Shiro fue sometida a horribles experimentos en un esfuerzo por obligar a su cuerpo y al virus dentro de ella a "evolucionar" en el primer Deadman. El trauma de este tratamiento tortuoso causó en Shiro desarrollar una personalidad homicida y maniática, denominada "Wretched Egg" (Huevo Podrido o Infeliz dependiendo de la traducción). Sin darse cuenta de la verdadera naturaleza de su objetivo, Ganta conoce a Wretched Egg como el "Hombre Rojo" debido a la pesada ropa que lleva, inspirada en el personaje favorito de Ganta, Aceman.
Huevo Podrido
Conocido también por Ganta como «El Hombre de Rojo», es el corazón y la extensión de las habilidades de la «Rama del Pecado». Su cuerpo está limitado por ciertas restricciones, que inicialmente eran para estar en cautiverio dentro de Deadman Wonderland. Aparte de esto, la parte inferior de su cara es la única parte que puede ser vista de su cuerpo. Hasta ahora, sus capacidades son el control de la sangre así como manipular el entorno (manipulación del viento, telekinesis y lanzar esferas de aire comprimido que destruyen todo lo que encuentran). Al principio del manga, fue el responsable de la muerte de la clase entera de Ganta así como también el que incrustó el cristal rojo dentro del pecho de Ganta. También es el responsable del terremoto que hundió a Tokio.
Senji Kiyomasa (千地 清正?)
 Seiyū: Masayuki Katou
Senji, conocido como «Crow», es el primer Deadman que Ganta encuentra en la prisión. Él es extremadamente sanguinario en los combates y, como resultado, disfruta de su vida en la cárcel y los duelos en el «Carnaval de Cadáveres». Es el primer oponente de Ganta en el Carnaval de Cadáveres, Senji aparentemente dominaba el combate, pero pierde el combate debido a que Ganta logra golpearlo en su pecho. Como castigo por perder, su ojo derecho fue removido. Regresa más tarde con un parche en el ojo. Ayuda a Ganta dándole asistencia en forma de estímulo y el asesoramiento, insistiendo en que no perderá de nuevo. El poder de su Rama del Pecado es convertir su sangre en guadañas increíblemente afiladas que sobresalen de sus antebrazos, las Crow Claws. Senji puede realizar un ataque a la velocidad del sonido que el llama Invisible Black. Senji fue el que nombró «Ganta Gun» a los ataques de Ganta. Mientras que Ganta odia este nombre, Senji absolutamente lo adora. Su frase favorita es «Un corte perfecto», le da vergüenza y se pone nervioso cuando una mujer actúa de forma inapropiada, eso se da a conocer cuando el ve a Shiro por primera vez, le da su chaqueta alegando «que una chica no debe de estar con ropas tan pegadas». El también fue un exoficial, antes del terremoto en Tokio. Las iniciales que tiene en su ojo derecho son las iniciales de sus camaradas muertos por supuestamente su culpa.
Tsunenaga Tamaki
Al principio de la historia se hace pasar por el defensor de Ganta para así poder inculparlo y que éste termine en Deadman Wonderland. Es uno de los principales antagonistas de la historia, está obsesionado con tener el control y trata a los prisioneros como sus títeres. A los "Deadman" o a las personas que tiene la capacidad de usar las Ramas del Pecado los mantiene aislados en el Bloque G, un lugar oculto (no aparece en los planos de las instalaciones)en Deadman Wonderland en el cual viven los Deadmen y se realiza en Carnival Corpse, evento en el cual los Deadman tienen que pelear uno contra otro para así ganar Cast Points y no recibir el castigo del perdedor (perdiendo así alguna parte de su cuerpo).

## Otros
Minatsuki
Hermana de Yoh (amigo de Ganta). Fue encerrada en DW por haber asesinado a su padre y le gustan mucho las flores debido a que antes del terremoto su madre tenía una floristería, una de sus flores favoritas son las prímulas.
Rama del pecadoLátigos.
Karako
Segunda al mando en cadenas de la libertad. Rama del pecado: Endurecimiento de la sangre. Es la segunda al mando de los Scar Chain y está enamorada del líder, Nagi.
Nagi
Líder de cadenas de la libertad(Scar Chain).Genkaku, un undertaker asesinó a su esposa mientras esta estaba embarazada, sin embargo, este suceso le generó un trauma tan grande que él creía firmemente que su hija estaba fuera de DW con vida.Se destaca por ser muy positivo y siempre tener esperanzas. Rama del pecado: Sangre Explosiva.
Toto
Previamente un Deadman,ganó el Carnival Corpse un año antes del inició de la historia y fue escogido por Hagire para convertirse en su tercera encarnación. Rama del pecado: Imita otras Ramas del Pecado cuando ha probado la sangre del poseedor de dicho poder.
Genkaku
Es un mercenario contratado para dirigir a los Undertakers para matar a todo Deadman que intente escapar. Es un psicópata budista obsesionado con el metal.Mata a las personas con la idea de que está acabando con su sufrimiento. Armamento: Este utiliza Guitarras Eléctricas como armas letales.

## Contenido de la obra

### Manga
Deadman Wonderland se inició como una serie manga escrita por Jinsei Kataoka e ilustrada por Kazuma Kondou, publicada por primera vez en mayo de 2007 en la revista Shōnen Ace, de la editorial Kadokawa Shoten. Desde el 1 de agosto de 2011, se reagrupa en 10 tankōbon. Se ha anunciado que el 8 de octubre de 2011, saldrá el undécimo volumen de la serie. La serie también está licenciada en Estados Unidos por TOKYOPOP; en Francia por Mangakana y en México por Editorial Kamite. A mediados del 2012 el manga detuvo su serialización en el capítulo 51 debido a que Jinsei Kataoka está embarazada, sin embargo a través de su cuenta de Twitter, la autora ha confirmado que el manga regresará a las páginas de la Shonen Ace desde el 26 de enero, avisando igualmente que el manga entrará en su recta final., Finalmente el manga concluyó el 26 de agosto de 2013 con un total de 13 volúmenes.
| Volumen | Fecha de publicación     | ISBN                   |
| ------- | ------------------------ | ---------------------- |
| 1       | 26 de septiembre de 2007 | ISBN 978-4-04-713974-9 |
| 2       | 26 de diciembre de 2007  | ISBN 978-4-04-715014-0 |
| 3       | 26 de mayo de 2008       | ISBN 978-4-04-715065-2 |
| 4       | 25 de octubre de 2008    | ISBN 978-4-04-715126-0 |
| 5       | 25 de abril de 2009      | ISBN 978-4-04-715207-6 |
| 6       | 26 de agosto de 2009     | ISBN 978-4-04-715279-3 |
| 7       | 26 de enero de 2010      | ISBN 978-4-04-715365-3 |
| 8       | 26 de agosto de 2010     | ISBN 978-4-04-715506-0 |
| 9       | 26 de marzo de 2011      | ISBN 978-4-04-715652-4 |
| 10      | 26 de mayo de 2011       | ISBN 978-4-04-715699-9 |
| 11      | 8 de octubre de 2011     | ISBN 978-4-04-715710-1 |
| 12      | 25 de mayo de 2013       | ISBN 978-4-04-120730-7 |
| 13      | 26 de agosto de 2013     | ISBN 978-4-04-120777-2 |

### Novela ligera
De la historia se han derivado 2 novelas ligeras que profundizan más en algunos detalles de la trama. La primera salió a la venta el 1 de mayo de 2011 con el título «Deadman Wonderland Alto» y la otra el 1 de agosto con el título «Deadman Wonderland Bajo». Ambas son escritas por Akira Mutsuzuka e ilustradas por Kazuma Kondo y Jinsei Kataoka.
| Volumen   | Fecha de publicación | ISBN                   |
| --------- | -------------------- | ---------------------- |
| 上 (alto) | 1 de mayo de 2011    | ISBN 978-4-04-470724-8 |
| 下 (bajo) | 1 de agosto de 2011  | ISBN 978-4-04-470725-5 |

### Anime
En 2011, la serie tuvo su adaptación al anime con 12 episodios por parte del estudio Manglobe. Transmitida por 9 canales de televisión en Japón, la mayoría de ellos por estaciones independientes UHF de distribución local, siendo estrenada el 16 de abril de 2011 en dos cadenas simultáneamente, TV Kanagawa y Gifu Broadcasting; y a nivel nacional el 22 de abril por parte de BS NTV. La página estadounidense de emisión stream, Crunchyroll, compró sus derechos para emitirla por internet.
Esta adaptación cuenta con menos personajes que el manga, abordando hasta el capítulo 21 del mismo con un final ligeramente distinto a la historia original.

#### Banda sonora
El anime utiliza dos canciones como su música, un opening y un ending. Desde el capítulo dos hasta el último, la canción de opening es "One Reason" interpretada por fade, y el ending es desde el capítulo uno hasta el once, "Shiny Shiny" (シャイニーシャイニー Shainī Shainī?) por Nirgilis. El primer capítulo no utiliza el opening, mientras que el último, no utiliza el ending.

#### OVA

##### Deadman Wonderland OAD
Una OVA de un capítulo salió a la venta como un paquete especial junto con el tomo 11 del manga el día 8 de octubre de 2011.
La historia del OVA trata sobre la vida de Kiyomasa Senji (Crow) antes de ingresar a la prisión, cuando se desempeñaba como policía en Tokio. Pero difiere la historia relatada en el manga ya que agrega villanos que no aparecen en él y relata sucesos originales de la OVA.